# 中国人民解放军海军后勤训练基地
中国人民解放军海军后勤训练基地，位于河北省邯郸市，是中国人民解放军海军后勤部直属单位。

## 沿革
海军后勤训练基地的前身成立于1970年。2000年9月，在原海军后勤部邯郸办事处和海军后勤部教导大队的基础上，组建成立中国人民解放军海军后勤技术兵训练基地。2005年3月，更名为中国人民解放军海军后勤训练基地，主要担负海军舰艇航空兵军需勤务、物资油料勤务、卫生勤务以及海军军港机场工程勤务等7大类35个专业的初级预选士官培训任务。

## 历任领导
| 司令员 …… - 吴建平 大校（？—？） - 赵保军 大校（？—？） | 政治委员 …… - 张洪禄 大校（？—？） - 杨其金 大校（？—？） |